# Павле Карађорђевић
Павле Карађорђевић (Санкт Петербург, 15/27. април 1893 — Париз, 14. септембар 1976) је био члан династије Карађорђевић и дефакто шеф државе као кнез-намесник Краљевине Југославије после убиства краља Александра I Карађорђевића 1934. до 27. марта 1941. године. Једини син кнеза Арсена Карађорђевића, рођеног брата краља Петра I. Велики познавалац сликарства и уметности уопште.
До атентата на краља Александра I 1934. године, уопште се није бавио политиком већ је живео повучено са својом породицом. Из брака с грчком принцезом Олгом имао је синове Александра (1924—2016), Николу (1928—1954) и кћер Јелисавету (1936). После атентата у Марсељу према опоруци краља Александра постао један од тројице чланова Намесништва у име малолетног краља Петра II. Убрзо се наметнуо као једина стварна власт у Краљевини Југославији, док су намесници Иво Перовић и Раденко Станковић били само фигуре. У спољној политици проводио је политику отклона од Француске, покушавајући да одржи неутралност у све сложенијим европским околностима. Свестан унутрашњих слабости државе и њене рањивости у случају рата, покушао је решити националне проблеме у Југославији. Резултат његових договора са Влатком Мачеком било је стварање Бановине Хрватске 1939. године, као први корак у будућем преуређењу централизоване државе. У свом деловању као реални политичар суочавао се с великим отпором српских политичара, посебно радикала.
Увидевши да Уједињено Краљевство нема намеру да заштити Југославију, заговарао је приступање Тројном пакту, што се и догодило 25. марта 1941. Само два дана касније, оборен је с власти војним пучем, који је народ масовно подржао. Кнез Павле је након државног удара ухваћен и протеран у Грчку. Уследио је немачки напад на Југославију 6. априла 1941. и капитулација након само 12 дана.
Павла су из Грчке британске снаге одвеле у Кенију и држале у заточеништву за време Другог светског рата. Након пуштања живео је у Француској, где је и преминуо 1976. године.
Трећи је Србин који је летео авионом, после његове браће од стрица Александра и Ђорђа, а други над Србијом после Ђорђа Карађорђевића.

## Биографија
Рођен је у Санкт Петербургу, 15/27. априла 1893. године као син кнеза Арсена и кнегиње Ауроре Павловне Демидов од Сан Доната. Његови родитељи су 1895. године раскинули брачну везу и кнез Павле је од 1896. године живео у домаћинству свог стрица, кнеза Петра Карађорђевића у Женеви. Кнегиња Аурора је преминула 1904. године. Са осам година, уписали су га у школу госпођице Брехбул (Brechbuhl), коју су похађали његови рођаци кнегиња Јелена, кнежеви Ђорђе и Александар. Године 1903, његов стриц Петар, проглашен је за краља Србије.
Заједно са својим оцем кнезом Арсеном био је руски држављанин и српска влада је најпре издејствовала њихов отпуст, а затим су 1904. године примљени у српско држављанство и постали чланови Краљевског Дома. Кнез Павле се уписао у II београдску гимназију, у којој је матурирао 1912. године. Наредне, 1913. године, отишао је у Енглеску, где је уписан на универзитет Оксфорд.
Исте године је указом краља Петра I произведен у чин коњичког потпоручника. У јесен 1914. године узео је учешћа у ратним дејствима. У јануару 1915. године, разболео се од хепатитиса. До одласка на Крф обављао је дипломатске мисије у Италији и Енглеској, а од фебруара 1916. прикључио се главном штабу. На Крфу је радио у Међународном црвеном крсту. Крајем јануара 1917. боравио је у Солуну где је учествовао у припремама за пролећну офанзиву. Почетком 1918. био је на лечењу у Лондону. После рата ступио је на Оксфорд, у Колеџ Христова црква. Његов лични барјак, који је за његовог живота висио у капели Светог Ђорђа у Виндзорском замку јер је био витез Подвезице, сада се чува у његовом некадашњем колеџу у Оксфорду.
Кнегињу Олгу, најстарију кћер грчког принца Николе, упознао је у Лондону, у јулу 1922. године. Венчали су се 22. октобра 1923. сутрадан након крштења прворођеног сина краља Александра I Карађорђевића, престолонаследника Петра. Венчани кум им је био војвода од Јорка, будући британски краљ Џорџ VI и његова супруга Елизабета, војвоткиња од Јорка. У августу 1924. године, родио им се син Александар.
Од 1925. године станују у Београду, у Старом двору. Лета проводе на Бохињском језеру (Словенија) и на путовањима. Кнез Павле има замисао да оснује Музеј модерне уметности у Београду. Од своје ране младости био је испољио велики интерес за уметност и највећи део свог слободног времена посвећује својој колекцији слика и уметничких предмета. Као студент у Оксфорду, беше поверио својим друговима, да му је амбиција да постане управник музеја. „Моја земља Србија, нема ни једну уметничку галерију, а већ много година желим да отворим галерију у Београду“ - писао је кнез Павле својим рођацима и пријатељима по Европи. Почео је да прикупља слике за свој музеј (види: Музеј кнеза Павла); до пролећа 1927. око педесет слика му је обећано или поклоњено. Године 1929. оснива Музеј савремене уметности који је био смештен у Конаку кнегиње Љубице.
У јуну 1928. породица кнегиње Олге и кнеза Павла добија принову - рађа им се други син, Никола.
Тек средином 1933. године краљ Александар се преселио у нови двор на Дедињу, а Стари двор пристаје да претвори у музеј. Почетком септембра, именовао је кнеза Павла за шефа свих музеја у Југославији.

### Регент Југославије

#### Унутрашња политика
У Марсељу је, 9. октобра 1934. године, извршен атентат на краља Александра I Карађорђевића. Тестаментом Краљевим, кнез Павле је био предвиђен за намесника, заједно са Ивом Перовићем и Раденком Станковићем. Власт је у суштини припала Павлу Карађорђевићу, јер су друга двојица намесника сведена на „присутне грађане“. На месту намесника, кнез Павле је остао све до пуча 27. марта 1941. године, када је отишао у изгнанство.
За време парламентарних избора 1935., због забране националних имена и институција у Хрватској и Словенији у политичке активности су протицале у знаку отпора наднационалном југословенству. Због забране националних имена и институција у Хрватској и Словенији створено је нерасположење према носиоцима „омрзнутог југословенства". Изборе је добила листа актуелног председника владе Богољуба Јевтића. Кнез Павле је незадовољан Јевтићем, мандат за формирање владе поверио Милану Стојадиновићу. Исте године на краљев рођендан унапређен је у чин коњичког бригадног генерала и постављен на положај помоћника врховног инспектора целокупне војне силе Југославије.
У априлу 1936. године, кнегиња Олга и кнез Павле добијају кћерку, Јелисавету.
Кнез Павле је практично је од почетка своје владавине упућивао предлоге Влатку Мачеку, вођи Хрватске сељачке странке, надајући се да ће покренути разговор о хрватском питању. На захтев регента, премијер Милан Стојадиновић и Мачек састали су се у јануару 1937, али Стојадиновић није био вољан попустити.
Кнез Павле је 1937. године повео преговоре о сређивању односа између Римокатоличке цркве и државе. Тадашњи патријарх Варнава Росић и Српска православна црква томе су се оштро противили и ушли у директан сукоб са владом. На дан заседања Скупштине на којој се расправљало о конкордату 19. јула 1937. године, заказани су и молепствије за болесног патријарха и литија, која је требало да крене од Саборне цркве, прође кнез Михаиловом улицом и дође до Цркве Светог Саве. Управа Београда је забранила пролажење поворке том трасом, али она је ипак кренула и дошло је до сукоба са жандармеријом. Конкордат је 23. јула изгласан у Скупштини са 166 гласова за и 129 против. Патријарх Варнава је преминуо истог дана, а причало се да је отрован.
Због тог неуспеха да постигне било какав напредак у решењу хрватског питања, а делимично и због Стојадиновићевог све израженијег про-осовинског става, кнез Павле је сменио Стојадиновића у фебруару 1939. На његово место поставио је Драгишу Цветковића, поверивши му посебно задатак да постигне споразум с Хрватима. Од италијанске окупације Албаније постало је јасно да се не може избећи скоро сигурно мешање Југославије у предстојећи европски рат, па је ово питање постало од виталне важности, јер ако дође рат, незадовољни не-српски народи, нарочито Хрвати, могли би земљи изазвати велике проблеме. Скоро шест месеци трајали су преговори, у убрзани након сазнања да су СССР и Нацистичка Немачка пред потписивањем пакта о ненападању, влада Драгише Цветковића убрзала је преговоре са Хрватима и убрзо, 23. августа, потписан је споразум Цветковић-Мачек о стварању Бановине Хрватске. Централна влада је задржала контролу над спољном политиком, одбраном, спољном трговином, саобраћајем, религијом, рударством, осигурањем и образовном политиком. Бановина Хрватска је добила свој Сабор са седиштем у Загребу и свој буџет.
По угледу на законодавство Хитлерове Немачке, влада Цветковић-Мачек је 16. септембра 1939. године донела две антисемитске уредбе: Уредбу о мерама које се односе на Јевреје у погледу обављања радњи са предметима људске исхране, којом је јеврејским трговцима забрањено да продају прехрамбену робу и Уредбу о упису лица јеврејског порекла за ученике универзитета, високих школа у рангу универзитета, виших, средњих учитељских и других средњих школа“, којим је наведено да се у ове образовне установе може уписати онолико ученика јеврејске националности колико је пропорционално укупном уделу у становништву.

#### Спољна политика
Милан Стојадиновић, премијер од 1935. до 1939, показивао су све израженију наклоност према силама Осовине, па су Италија и Југославија потписале споразум о пријатељству и ненападању 25. марта 1937. године. Регент Павле као номинални шеф државе се сложио са таквом одлуком.
На позив Адолфа Хитлера 1. јуна 1939. посетио Берлин, где му је приређена војна парада која је требало да остави снажан утисак на кнеза Павла. Недуго затим, током посете Великој Британији, 19. јула 1939. године британски краљ Џорџ VI одликовао га је Орденом Подвезице, највишим британским одликовањем витешког реда установљеним још 1348. године. Британски краљ и краљица су тим поводом приредили пријем у Бакингемској палати на којем је присуствовало 900 званица. Када је избио Други светски рат, Југославија је прогласила своју неутралност.
Кнез Павле је од самог преузимања одговорности за Краљевину чинио све што је било у његовој моћи да Југославија не буде увучена у рат. То је било супротно интересима политике Уједињеног Краљевства на Балкану. Када је 28. октобра 1940. Мусолинијева Италија из Албаније напала Грчку, дошло је до наглог заоштравања југословенско-италијанских односа које је претило избијањем рата. Уверен да ће Италија брзо поразити Грчку, министар војске и морнарице генерал Милан Недић је предложио да Југословенска војска заузме Солун пре Италијана. Кнез и председник владе Драгиша Цветковић сматрали су да Југославија не сме допустити да Италија заузме Солун. Међутим, кнез је истовремено сматрао да не може да нападне савезничку земљу, из које је пореклом његова супруга Олга. Осим издаје Грчке, заузимање Солуна би се могло сматрати актом издаје према Великој Британији и сврставање уз силе Осовине. Недић је такође сматрао да Југославија треба отворено да се сврста уз Немачку у текућем рату. Због тога је кнез Павле сменио Недића са места министра војске и морнарице, наводећи као разлог неспремност Југословенске војске након битољског инцидента.
Дана 12. јануара 1941. године, британски амбасадор у Београду Роналд Кембел обавестио је кнеза Павла да Велика Британија сматра да је Југословенска неутралност постала неодржива. 14. фебруара исте године Драгиша Цветковић и Александар Цинцар-Марковић састали су се са Адолфом Хитлером у Салцбургу. На овом састанку Југославији су понуђени повољни услови за приступање Тројном пакту али они нису прихваћени. Суочен са растућим немачким притиском да се што пре реши статус Југославије, кнез Павле покушава да пронађе савезнике који би војнички и финансијски подржали Југославију у случају рата. Међутим британски амбасадор избегава конкретан одговор на захтев за помоћ и сугерише Павлу да заједно са Грчком и Турском оформи војни савез који би се супротставио немачкој експанзији на Балкану. Кнез Павле затим шаље свог саветника др Владислава Стакића у Рим у покушају да приволи Мусолинија да подржи Југословенску неутралност. Међутим Мусолини је понудио склапање новог уговора између Београда и Рима који је између осталог подразумевао и италијанске гаранције за приступ Југославије Егејском мору. Кнез Павле није могао да прихвати овакав споразум зато што је он задирао у суверенитет тада пријатељске Грчке државе. Павле подршку није добио ни од амбасадора САД у Београду Артура Лејна који је изнео став да Југославија мора да се супротстави агресији ако жели да сачува независност али није могао да да гаранције да ће САД благовремено помоћи југословенску борбу. Последњи покушај да се очува неутралност Југославије учињен је преко амбасадора Југославије у Москви, Милана Гавриловића. Међутим, према Гавриловићевом извештају иако нису отворено заговарали сукоб са Немачком, Руси нису подржали Југословенску неутралност јер им је одговарало отварање новог фронта на Балкану што би за неко време одложило неизбежан сукоб између Трећег рајха и СССР.
После неуспешног покушаја да обезбеди подршку Југословенској неутралности од стране великих светских сила, кнез Павле је отпутовао 4. марта 1941. године у Берхтесгартен на тајни састанак са Адолфом Хитлером. Током састанка који је трајао пет сати и којем је поред Хитлера и Павла присуствовао још само Рибентроп, на Павла је извршен притисак да Југославија што пре донесе одлуку о приступању Тројном пакту. 6. марта 1941. године састао се Дворски савет Краљевине Југославије који је, након што је Павле информисао присутне о резултатима састанка са Хитлером, донео одлуку о приступању Југославије Тројном пакту. Доношењу одлуке претходила је расправа на којој је закључено да Југославија није спремна за рат са Немачком и да не може да рачуна на војну помоћ пријатељских држава.

#### Војни пуч
У време када се одлучивало о судбини земље, кнез је имао само два избора: да прихвати предлог Адолфа Хитлера за приступање Тројном пакту, или да му се супротстави са ослабљеном армијом. Његова влада и Дворски савет одлучили су се за прву варијанту. Југословенска влада је 25. марта у Бечу потписала приступање Тројном пакт. Прва нота је обавезивала силе Осовине да поштују територијални интегритет и суверенитет Југославије. У другој ноти силе Осовине су обећале да неће тражити од Југославије било какву војну помоћ, а у трећој су обећали да неће тражити од Југославије дозволу да превоз своје војске преко југословенске територије током рата.
Након што му је Драгиша Цветковић поднео извештај о потписивању Тројног пакта, кнез Павле је возом пошао на одмор у Брдо код Крања. Приступање Тројном пакту је изазвало бурна негодовања у земљи, војни удар и преузимање власти од краља Петра II, малолетног сина краља Александра. Кнез Павле је за пуч чуо док је воз био у Винковцима, али је наставио пут. Сутрадан ујутро, нови председник владе Душан Симовић је наредио генералу Петру Недељковићу да се Павле спроведе из Запрешића код Брежица у Загреб. По доласку у Загреб, кнез Павле је спроведен у Бански двор. У кратком сусрету са Влатком Мачеком, Мачек му је понудио да прихвати услуге Четврте армије која је у потпуности била састављена од Хрвата и да отпочне преговоре са пучистима. Павле је одбио Мачекову понуду зато што није желео да изазове грађански рат и угрози живот чланова своје породице који су се, у том тренутку налазили у Београду. До Београда је стигао у пратњи бана Ивана Шубашића. По доласку у Београд, у Министарству Војске, кнез Павле је потписао своју оставку у присуству генерала Симовића и Мирковића и професора Радоја Кнежевића, након чега му је дозвољено да се састане са својом породицом. Остављено им је четири сата да се спакују и у једанаест сати увече, кнез Павле и његова породица укрцали су се у специјални воз који их је одвезао до грчке границе. Истог дана малолетни краљ Петар је проглашен пунолетним.
Немачки напад на Југославију почео је 6. априла 1941. године. Слабо наоружана и још горе припремљена за рат против неупоредиво јачег непријатеља, Југославија је била окупирана за само једанаест дана. Представници врховне команде Војске краљевине Југославије потписали су 17. априла 1941. године безусловну капитулацију.

### Егзил
Принуђен да оде у егзил, кнез Павле је из Београда отишао са породицом у Грчку, затим у Каиро. После неколико недеља, под будним оком британске обавештајне службе, пресељен је у Најроби (Кенија). Тамо је, што због климе, што због удаљености од света коме је припадао, имао тешкоћа са здрављем. У таквим, нарочито тешким условима живота, породица ће остати све до почетка јуна 1943. године, када ће бити пребачени у Јужну Африку, у Јоханезбург.
Доласком комуниста на власт у Краљевини Југославији њему и целокупној породици Карађорђевића је забрањен повратак у отаџбину. Одлуком Државне комисије за утврђивање злочина окупатора и њихових помагача, кнез Павле Карађорђевић проглашен је издајником народа јер је водио спољну политику приближавања силама Осовине.
Судбина му се осмехнула тек почетком 1947. године, када су британски краљ Џорџ и краљица Елизабета посетили Јоханезбург и том приликом примили у аудијенцију кнеза Павла и кнегињу Олгу. Са новим пасошем и швајцарском визом стигао је у Женеву крајем октобра 1948. године. Убрзо му је било допуштено да посети и Уједињено Краљевство. Поводом смрти краља Џорџа VI, фебруара 1952. године, био је позван у Виндзор и присуствовао је сахрани оданог пријатеља. Наредне године је, као краљевски сродник, позван је и на крунисање британске краљице Елизабете II.
На дан 12. априла 1954. године, велика несрећа задесила је породицу кнеза Павла и кнегиње Олге. У аутомобилском удесу у близини Лондона кнез Никола је изгубио живот. Кнез Павле никада није прежалио смрт сина.
Поживео је још 22 године, станујући у Паризу. Путовао је мање него раније. Његова љубав за лепе уметности, међутим није престајала. Пред крај, поклањао је својим омиљеним музејима и галеријама слике и ретке уметнине.
Кнез Павле Карађорђевић је преминуо 14. септембра 1976. године, у Америчкој болници у Неију, крај Париза. Сахрањен је на гробљу у Лозани, у Швајцарској, одакле је ексхумиран 28. септембра 2012. да би био сахрањен на Опленцу. Посмртни остаци кнеза Павла, кнегиње Олге и њиховог сина кнеза Николе пренети су у Саборну цркву у Београду 4. октобра 2012. године. Дана 5. октобра, посмртни остаци су пренети у цркву на Опленцу где су сахрањени 6. октобра 2012. уз највише државне почасти. Догађају на Опленцу су присуствовали чланови породице Карађорђевић, као и њихови сродници из других краљевских кућа, скупу се обратио председник Србије Томислав Николић, затим кратко кнегиња Јелисавета Карађорђевић и потом принц Александар Карађорђевић на српском и на енглеском језику.
Верослав Ранчић је написао роман „Коначна истина“ о животу породице кнеза Павла, у припремању грађе за ово дело помогла је и принцеза Јелисавета Карађорђевић тако што је опширно одговорила на 186 питања. По том роману написана је истоимена драма.
Кућа у којој је живела породица кнеза Павла у Паризу 1998. године, постала власништво Филипа Цептера.
Међу одликовањима кнеза Павла треба издвојити следећа: Орден белог орла I степена, Орден Карађорђеве звезде I степена, Орден Југословенске круне I степена, Орден Светог Саве I степена, дански Орден белог слона, Орден Легије части I реда и Орден подвезице, којим га је британски краљ Џорџ VI одликовао 17. јула 1939. године. Ово је одликовање витешког реда основаног 1348. године, и додељује се за изузетне врлине, у ретким приликама.

## Осврт о приступању Југославије Тројном пакту
У егзилу је од 1950. до 1976. водио преписку са Костом Ст. Павловићем приликом које су разменили неколико писама. У писму које је написао око годину дана пре смрти, 22. октобра 1975, и за које је Павловић рекао да је најдуже које је написао, дотакао се и приступању Краљевине Југославије Тројном пакту. Одломак из тог писма је гласио:

## Рехабилитација
За више информација Процес рехабилитације кнеза Павла Карађорђевића
Рехабилитован је одлуком Вишег суда у Београду децембра 2011. године.

## Породично стабло
| \| \| \| \| \| \| \| \| \| \| \| \| \| \| 16. Петар Јовановић \| \| \| \| \| \| \| \| \| \| \| \| \| \| \| \| \| \| \| \| \| \| \| \| \| \| \| \| \| \| \| \| \| \| \| \| \| \| \| \| \| \| \| \| \| \| \| \| \| \| \| \| \| \| \| \| \| \| \| \| 8. Карађорђе Петровић \| \| \| \| \| \| \| \| \| \| \| \| \| \| \| \| \| \| \| \| \| \| \| \| \| \| \| \| \| \| \| \| \| \| \| \| \| \| \| \| \| \| \| \| \| \| \| \| \| \| \| \| \| \| \| \| \| \| \| \| \| \| \| \| \| \| \| \| \| \| \| \| 17. Марица Живковић \| \| \| \| \| \| \| \| \| \| \| \| \| \| \| \| \| \| \| \| \| \| \| \| \| \| \| \| \| \| \| \| \| \| \| \| \| \| \| \| \| \| \| \| \| \| \| \| \| \| \| \| \| \| \| \| \| \| \| \| \| \| \| \| \| \| \| \| \| \| \| \| 4. Александар Карађорђевић \| \| \| \| \| \| \| \| \| \| \| \| \| \| \| \| \| \| \| \| \| \| \| \| \| \| \| \| \| \| \| \| \| \| \| \| \| \| \| \| \| \| \| \| \| \| \| \| \| \| \| \| \| \| \| \| \| \| \| \| \| \| \| \| \| \| \| \| \| \| \| \| 18. Никола Јовановић \| \| \| \| \| \| \| \| \| \| \| \| \| \| \| \| \| \| \| \| \| \| \| \| \| \| \| \| \| \| \| \| \| \| \| \| \| \| \| \| \| \| \| \| \| \| \| \| \| \| \| \| \| \| \| \| \| \| \| \| \| \| \| \| \| \| \| \| \| \| \| \| 9. Јелена Петровић \| \| \| \| \| \| \| \| \| \| \| \| \| \| \| \| \| \| \| \| \| \| \| \| \| \| \| \| \| \| \| \| \| \| \| \| \| \| \| \| \| \| \| \| \| \| \| \| \| \| \| \| \| \| \| \| \| \| \| \| \| \| \| \| \| \| \| \| \| \| \| \| 19. Босиљка \| \| \| \| \| \| \| \| \| \| \| \| \| \| \| \| \| \| \| \| \| \| \| \| \| \| \| \| \| \| \| \| \| \| \| \| \| \| \| \| \| \| \| \| \| \| \| \| \| \| \| \| \| \| \| \| \| \| \| \| \| \| \| \| \| \| \| \| \| \| \| \| 2. Арсен Карађорђевић \| \| \| \| \| \| \| \| \| \| \| \| \| \| \| \| \| \| \| \| \| \| \| \| \| \| \| \| \| \| \| \| \| \| \| \| \| \| \| \| \| \| \| \| \| \| \| \| \| \| \| \| \| \| \| \| \| \| \| \| \| \| \| \| \| \| \| \| \| \| \| \| 20. Јаков Ненадовић \| \| \| \| \| \| \| \| \| \| \| \| \| \| \| \| \| \| \| \| \| \| \| \| \| \| \| \| \| \| \| \| \| \| \| \| \| \| \| \| \| \| \| \| \| \| \| \| \| \| \| \| \| \| \| \| \| \| \| \| \| \| \| \| \| \| \| \| \| \| \| \| 10. Јеврем Ненадовић \| \| \| \| \| \| \| \| \| \| \| \| \| \| \| \| \| \| \| \| \| \| \| \| \| \| \| \| \| \| \| \| \| \| \| \| \| \| \| \| \| \| \| \| \| \| \| \| \| \| \| \| \| \| \| \| \| \| \| \| \| \| \| \| \| \| \| \| \| \| \| \| 21. Неранџа \| \| \| \| \| \| \| \| \| \| \| \| \| \| \| \| \| \| \| \| \| \| \| \| \| \| \| \| \| \| \| \| \| \| \| \| \| \| \| \| \| \| \| \| \| \| \| \| \| \| \| \| \| \| \| \| \| \| \| \| \| \| \| \| \| \| \| \| \| \| \| \| 5. Персида Карађорђевић \| \| \| \| \| \| \| \| \| \| \| \| \| \| \| \| \| \| \| \| \| \| \| \| \| \| \| \| \| \| \| \| \| \| \| \| \| \| \| \| \| \| \| \| \| \| \| \| \| \| \| \| \| \| \| \| \| \| \| \| \| \| \| \| \| \| \| \| \| \| \| \| 22. Младен Миловановић \| \| \| \| \| \| \| \| \| \| \| \| \| \| \| \| \| \| \| \| \| \| \| \| \| \| \| \| \| \| \| \| \| \| \| \| \| \| \| \| \| \| \| \| \| \| \| \| \| \| \| \| \| \| \| \| \| \| \| \| \| \| \| \| \| \| \| \| \| \| \| \| 11. Јованка Миловановић \| \| \| \| \| \| \| \| \| \| \| \| \| \| \| \| \| \| \| \| \| \| \| \| \| \| \| \| \| \| \| \| \| \| \| \| \| \| \| \| \| \| \| \| \| \| \| \| \| \| \| \| \| \| \| \| \| \| \| \| \| \| \| \| \| \| \| \| \| \| \| \| 23. Босиљка \| \| \| \| \| \| \| \| \| \| \| \| \| \| \| \| \| \| \| \| \| \| \| \| \| \| \| \| \| \| \| \| \| \| \| \| \| \| \| \| \| \| \| \| \| \| \| \| \| \| \| \| \| \| \| \| \| \| \| \| \| \| \| \| \| \| \| \| \| \| \| \| 1. Павле Карађорђевић \| \| \| \| \| \| \| \| \| \| \| \| \| \| \| \| \| \| \| \| \| \| \| \| \| \| \| \| \| \| \| \| \| \| \| \| \| \| \| \| \| \| \| \| \| \| \| \| \| \| \| \| \| \| \| \| \| \| \| \| \| \| \| \| \| \| \| \| \| \| \| \| 24. Николај Никитич Демидов \| \| \| \| \| \| \| \| \| \| \| \| \| \| \| \| \| \| \| \| \| \| \| \| \| \| \| \| \| \| \| \| \| \| \| \| \| \| \| \| \| \| \| \| \| \| \| \| \| \| \| \| \| \| \| \| \| \| \| \| \| \| \| \| \| \| \| \| \| \| \| \| 12. Павел Николајевич Демидов \| \| \| \| \| \| \| \| \| \| \| \| \| \| \| \| \| \| \| \| \| \| \| \| \| \| \| \| \| \| \| \| \| \| \| \| \| \| \| \| \| \| \| \| \| \| \| \| \| \| \| \| \| \| \| \| \| \| \| \| \| \| \| \| \| \| \| \| \| \| \| \| 25. Јелисавета Александровна Строганова \| \| \| \| \| \| \| \| \| \| \| \| \| \| \| \| \| \| \| \| \| \| \| \| \| \| \| \| \| \| \| \| \| \| \| \| \| \| \| \| \| \| \| \| \| \| \| \| \| \| \| \| \| \| \| \| \| \| \| \| \| \| \| \| \| \| \| \| \| \| \| \| 6. Павел Павлович Демидов \| \| \| \| \| \| \| \| \| \| \| \| \| \| \| \| \| \| \| \| \| \| \| \| \| \| \| \| \| \| \| \| \| \| \| \| \| \| \| \| \| \| \| \| \| \| \| \| \| \| \| \| \| \| \| \| \| \| \| \| \| \| \| \| \| \| \| \| \| \| \| \| 26. Carl Johan Stjernvall \| \| \| \| \| \| \| \| \| \| \| \| \| \| \| \| \| \| \| \| \| \| \| \| \| \| \| \| \| \| \| \| \| \| \| \| \| \| \| \| \| \| \| \| \| \| \| \| \| \| \| \| \| \| \| \| \| \| \| \| \| \| \| \| \| \| \| \| \| \| \| \| 13. Аурора Карамзина \| \| \| \| \| \| \| \| \| \| \| \| \| \| \| \| \| \| \| \| \| \| \| \| \| \| \| \| \| \| \| \| \| \| \| \| \| \| \| \| \| \| \| \| \| \| \| \| \| \| \| \| \| \| \| \| \| \| \| \| \| \| \| \| \| \| \| \| \| \| \| \| 27. Baroness Eva Gustava von Willebrand \| \| \| \| \| \| \| \| \| \| \| \| \| \| \| \| \| \| \| \| \| \| \| \| \| \| \| \| \| \| \| \| \| \| \| \| \| \| \| \| \| \| \| \| \| \| \| \| \| \| \| \| \| \| \| \| \| \| \| \| \| \| \| \| \| \| \| \| \| \| \| \| 3. Аурора Демидова \| \| \| \| \| \| \| \| \| \| \| \| \| \| \| \| \| \| \| \| \| \| \| \| \| \| \| \| \| \| \| \| \| \| \| \| \| \| \| \| \| \| \| \| \| \| \| \| \| \| \| \| \| \| \| \| \| \| \| \| \| \| \| \| \| \| \| \| \| \| \| \| 28. Prince Nikita Pyotrovich Trubetskoy \| \| \| \| \| \| \| \| \| \| \| \| \| \| \| \| \| \| \| \| \| \| \| \| \| \| \| \| \| \| \| \| \| \| \| \| \| \| \| \| \| \| \| \| \| \| \| \| \| \| \| \| \| \| \| \| \| \| \| \| \| \| \| \| \| \| \| \| \| \| \| \| 14. Пјотр Никитич Трубецкој \| \| \| \| \| \| \| \| \| \| \| \| \| \| \| \| \| \| \| \| \| \| \| \| \| \| \| \| \| \| \| \| \| \| \| \| \| \| \| \| \| \| \| \| \| \| \| \| \| \| \| \| \| \| \| \| \| \| \| \| \| \| \| \| \| \| \| \| \| \| \| \| 29. Александра Александровна Нелидова \| \| \| \| \| \| \| \| \| \| \| \| \| \| \| \| \| \| \| \| \| \| \| \| \| \| \| \| \| \| \| \| \| \| \| \| \| \| \| \| \| \| \| \| \| \| \| \| \| \| \| \| \| \| \| \| \| \| \| \| \| \| \| \| \| \| \| \| \| \| \| \| 7. Елена Петровна Трубецкаја \| \| \| \| \| \| \| \| \| \| \| \| \| \| \| \| \| \| \| \| \| \| \| \| \| \| \| \| \| \| \| \| \| \| \| \| \| \| \| \| \| \| \| \| \| \| \| \| \| \| \| \| \| \| \| \| \| \| \| \| \| \| \| \| \| \| \| \| \| \| \| \| 30. Prince Esper Aleksandrovič Belosel'skij-Belozerskij \| \| \| \| \| \| \| \| \| \| \| \| \| \| \| \| \| \| \| \| \| \| \| \| \| \| \| \| \| \| \| \| \| \| \| \| \| \| \| \| \| \| \| \| \| \| \| \| \| \| \| \| \| \| \| \| \| \| \| \| \| \| \| \| \| \| \| \| \| \| \| \| 15. Елизавета Есперовна Белосељскаја \| \| \| \| \| \| \| \| \| \| \| \| \| \| \| \| \| \| \| \| \| \| \| \| \| \| \| \| \| \| \| \| \| \| \| \| \| \| \| \| \| \| \| \| \| \| \| \| \| \| \| \| \| \| \| \| \| \| \| \| \| \| \| \| \| \| \| \| \| \| \| \| 31. Елена Павловна Бибикова \| \| \| \| \| \| \| \| \| \| \| \| \| \| \| \| \| \| \| \| \| \| \| \| \| \| \| \| \| \| \| \| \| \| \| \| \| \| \| \| \| \| \| \| \| \| \| \| \| \| \| \| |                                                         |  |  |  |  |  |  |  |  |  |  |  |                     |  |  |  |
| |                                                         |  |  |  |  |  |  |  |  |  |  |  | 16. Петар Јовановић |  |  |  |
| |                                                         |  |  |  |  |  |  |  |  |  |  |  |                     |  |  |  |
| |                                                         |  |  |  |  |  |  |  |  |  |  |  |                     |  |  |  |
| |                                                         |  |  |  |  |  |  |  |  |  |  |  |                     |  |  |  |
| | 8. Карађорђе Петровић                                   |  |  |  |  |  |  |  |  |  |  |  |                     |  |  |  |
| |                                                         |  |  |  |  |  |  |  |  |  |  |  |                     |  |  |  |
| |                                                         |  |  |  |  |  |  |  |  |  |  |  |                     |  |  |  |
| |                                                         |  |  |  |  |  |  |  |  |  |  |  |                     |  |  |  |
| | 17. Марица Живковић                                     |  |  |  |  |  |  |  |  |  |  |  |                     |  |  |  |
| |                                                         |  |  |  |  |  |  |  |  |  |  |  |                     |  |  |  |
| |                                                         |  |  |  |  |  |  |  |  |  |  |  |                     |  |  |  |
| |                                                         |  |  |  |  |  |  |  |  |  |  |  |                     |  |  |  |
| | 4. Александар Карађорђевић                              |  |  |  |  |  |  |  |  |  |  |  |                     |  |  |  |
| |                                                         |  |  |  |  |  |  |  |  |  |  |  |                     |  |  |  |
| |                                                         |  |  |  |  |  |  |  |  |  |  |  |                     |  |  |  |
| |                                                         |  |  |  |  |  |  |  |  |  |  |  |                     |  |  |  |
| | 18. Никола Јовановић                                    |  |  |  |  |  |  |  |  |  |  |  |                     |  |  |  |
| |                                                         |  |  |  |  |  |  |  |  |  |  |  |                     |  |  |  |
| |                                                         |  |  |  |  |  |  |  |  |  |  |  |                     |  |  |  |
| |                                                         |  |  |  |  |  |  |  |  |  |  |  |                     |  |  |  |
| | 9. Јелена Петровић                                      |  |  |  |  |  |  |  |  |  |  |  |                     |  |  |  |
| |                                                         |  |  |  |  |  |  |  |  |  |  |  |                     |  |  |  |
| |                                                         |  |  |  |  |  |  |  |  |  |  |  |                     |  |  |  |
| |                                                         |  |  |  |  |  |  |  |  |  |  |  |                     |  |  |  |
| | 19. Босиљка                                             |  |  |  |  |  |  |  |  |  |  |  |                     |  |  |  |
| |                                                         |  |  |  |  |  |  |  |  |  |  |  |                     |  |  |  |
| |                                                         |  |  |  |  |  |  |  |  |  |  |  |                     |  |  |  |
| |                                                         |  |  |  |  |  |  |  |  |  |  |  |                     |  |  |  |
| | 2. Арсен Карађорђевић                                   |  |  |  |  |  |  |  |  |  |  |  |                     |  |  |  |
| |                                                         |  |  |  |  |  |  |  |  |  |  |  |                     |  |  |  |
| |                                                         |  |  |  |  |  |  |  |  |  |  |  |                     |  |  |  |
| |                                                         |  |  |  |  |  |  |  |  |  |  |  |                     |  |  |  |
| | 20. Јаков Ненадовић                                     |  |  |  |  |  |  |  |  |  |  |  |                     |  |  |  |
| |                                                         |  |  |  |  |  |  |  |  |  |  |  |                     |  |  |  |
| |                                                         |  |  |  |  |  |  |  |  |  |  |  |                     |  |  |  |
| |                                                         |  |  |  |  |  |  |  |  |  |  |  |                     |  |  |  |
| | 10. Јеврем Ненадовић                                    |  |  |  |  |  |  |  |  |  |  |  |                     |  |  |  |
| |                                                         |  |  |  |  |  |  |  |  |  |  |  |                     |  |  |  |
| |                                                         |  |  |  |  |  |  |  |  |  |  |  |                     |  |  |  |
| |                                                         |  |  |  |  |  |  |  |  |  |  |  |                     |  |  |  |
| | 21. Неранџа                                             |  |  |  |  |  |  |  |  |  |  |  |                     |  |  |  |
| |                                                         |  |  |  |  |  |  |  |  |  |  |  |                     |  |  |  |
| |                                                         |  |  |  |  |  |  |  |  |  |  |  |                     |  |  |  |
| |                                                         |  |  |  |  |  |  |  |  |  |  |  |                     |  |  |  |
| | 5. Персида Карађорђевић                                 |  |  |  |  |  |  |  |  |  |  |  |                     |  |  |  |
| |                                                         |  |  |  |  |  |  |  |  |  |  |  |                     |  |  |  |
| |                                                         |  |  |  |  |  |  |  |  |  |  |  |                     |  |  |  |
| |                                                         |  |  |  |  |  |  |  |  |  |  |  |                     |  |  |  |
| | 22. Младен Миловановић                                  |  |  |  |  |  |  |  |  |  |  |  |                     |  |  |  |
| |                                                         |  |  |  |  |  |  |  |  |  |  |  |                     |  |  |  |
| |                                                         |  |  |  |  |  |  |  |  |  |  |  |                     |  |  |  |
| |                                                         |  |  |  |  |  |  |  |  |  |  |  |                     |  |  |  |
| | 11. Јованка Миловановић                                 |  |  |  |  |  |  |  |  |  |  |  |                     |  |  |  |
| |                                                         |  |  |  |  |  |  |  |  |  |  |  |                     |  |  |  |
| |                                                         |  |  |  |  |  |  |  |  |  |  |  |                     |  |  |  |
| |                                                         |  |  |  |  |  |  |  |  |  |  |  |                     |  |  |  |
| | 23. Босиљка                                             |  |  |  |  |  |  |  |  |  |  |  |                     |  |  |  |
| |                                                         |  |  |  |  |  |  |  |  |  |  |  |                     |  |  |  |
| |                                                         |  |  |  |  |  |  |  |  |  |  |  |                     |  |  |  |
| |                                                         |  |  |  |  |  |  |  |  |  |  |  |                     |  |  |  |
| | 1. Павле Карађорђевић                                   |  |  |  |  |  |  |  |  |  |  |  |                     |  |  |  |
| |                                                         |  |  |  |  |  |  |  |  |  |  |  |                     |  |  |  |
| |                                                         |  |  |  |  |  |  |  |  |  |  |  |                     |  |  |  |
| |                                                         |  |  |  |  |  |  |  |  |  |  |  |                     |  |  |  |
| | 24. Николај Никитич Демидов                             |  |  |  |  |  |  |  |  |  |  |  |                     |  |  |  |
| |                                                         |  |  |  |  |  |  |  |  |  |  |  |                     |  |  |  |
| |                                                         |  |  |  |  |  |  |  |  |  |  |  |                     |  |  |  |
| |                                                         |  |  |  |  |  |  |  |  |  |  |  |                     |  |  |  |
| | 12. Павел Николајевич Демидов                           |  |  |  |  |  |  |  |  |  |  |  |                     |  |  |  |
| |                                                         |  |  |  |  |  |  |  |  |  |  |  |                     |  |  |  |
| |                                                         |  |  |  |  |  |  |  |  |  |  |  |                     |  |  |  |
| |                                                         |  |  |  |  |  |  |  |  |  |  |  |                     |  |  |  |
| | 25. Јелисавета Александровна Строганова                 |  |  |  |  |  |  |  |  |  |  |  |                     |  |  |  |
| |                                                         |  |  |  |  |  |  |  |  |  |  |  |                     |  |  |  |
| |                                                         |  |  |  |  |  |  |  |  |  |  |  |                     |  |  |  |
| |                                                         |  |  |  |  |  |  |  |  |  |  |  |                     |  |  |  |
| | 6. Павел Павлович Демидов                               |  |  |  |  |  |  |  |  |  |  |  |                     |  |  |  |
| |                                                         |  |  |  |  |  |  |  |  |  |  |  |                     |  |  |  |
| |                                                         |  |  |  |  |  |  |  |  |  |  |  |                     |  |  |  |
| |                                                         |  |  |  |  |  |  |  |  |  |  |  |                     |  |  |  |
| | 26. Carl Johan Stjernvall                               |  |  |  |  |  |  |  |  |  |  |  |                     |  |  |  |
| |                                                         |  |  |  |  |  |  |  |  |  |  |  |                     |  |  |  |
| |                                                         |  |  |  |  |  |  |  |  |  |  |  |                     |  |  |  |
| |                                                         |  |  |  |  |  |  |  |  |  |  |  |                     |  |  |  |
| | 13. Аурора Карамзина                                    |  |  |  |  |  |  |  |  |  |  |  |                     |  |  |  |
| |                                                         |  |  |  |  |  |  |  |  |  |  |  |                     |  |  |  |
| |                                                         |  |  |  |  |  |  |  |  |  |  |  |                     |  |  |  |
| |                                                         |  |  |  |  |  |  |  |  |  |  |  |                     |  |  |  |
| | 27. Baroness Eva Gustava von Willebrand                 |  |  |  |  |  |  |  |  |  |  |  |                     |  |  |  |
| |                                                         |  |  |  |  |  |  |  |  |  |  |  |                     |  |  |  |
| |                                                         |  |  |  |  |  |  |  |  |  |  |  |                     |  |  |  |
| |                                                         |  |  |  |  |  |  |  |  |  |  |  |                     |  |  |  |
| | 3. Аурора Демидова                                      |  |  |  |  |  |  |  |  |  |  |  |                     |  |  |  |
| |                                                         |  |  |  |  |  |  |  |  |  |  |  |                     |  |  |  |
| |                                                         |  |  |  |  |  |  |  |  |  |  |  |                     |  |  |  |
| |                                                         |  |  |  |  |  |  |  |  |  |  |  |                     |  |  |  |
| | 28. Prince Nikita Pyotrovich Trubetskoy                 |  |  |  |  |  |  |  |  |  |  |  |                     |  |  |  |
| |                                                         |  |  |  |  |  |  |  |  |  |  |  |                     |  |  |  |
| |                                                         |  |  |  |  |  |  |  |  |  |  |  |                     |  |  |  |
| |                                                         |  |  |  |  |  |  |  |  |  |  |  |                     |  |  |  |
| | 14. Пјотр Никитич Трубецкој                             |  |  |  |  |  |  |  |  |  |  |  |                     |  |  |  |
| |                                                         |  |  |  |  |  |  |  |  |  |  |  |                     |  |  |  |
| |                                                         |  |  |  |  |  |  |  |  |  |  |  |                     |  |  |  |
| |                                                         |  |  |  |  |  |  |  |  |  |  |  |                     |  |  |  |
| | 29. Александра Александровна Нелидова                   |  |  |  |  |  |  |  |  |  |  |  |                     |  |  |  |
| |                                                         |  |  |  |  |  |  |  |  |  |  |  |                     |  |  |  |
| |                                                         |  |  |  |  |  |  |  |  |  |  |  |                     |  |  |  |
| |                                                         |  |  |  |  |  |  |  |  |  |  |  |                     |  |  |  |
| | 7. Елена Петровна Трубецкаја                            |  |  |  |  |  |  |  |  |  |  |  |                     |  |  |  |
| |                                                         |  |  |  |  |  |  |  |  |  |  |  |                     |  |  |  |
| |                                                         |  |  |  |  |  |  |  |  |  |  |  |                     |  |  |  |
| |                                                         |  |  |  |  |  |  |  |  |  |  |  |                     |  |  |  |
| | 30. Prince Esper Aleksandrovič Belosel'skij-Belozerskij |  |  |  |  |  |  |  |  |  |  |  |                     |  |  |  |
| |                                                         |  |  |  |  |  |  |  |  |  |  |  |                     |  |  |  |
| |                                                         |  |  |  |  |  |  |  |  |  |  |  |                     |  |  |  |
| |                                                         |  |  |  |  |  |  |  |  |  |  |  |                     |  |  |  |
| | 15. Елизавета Есперовна Белосељскаја                    |  |  |  |  |  |  |  |  |  |  |  |                     |  |  |  |
| |                                                         |  |  |  |  |  |  |  |  |  |  |  |                     |  |  |  |
| |                                                         |  |  |  |  |  |  |  |  |  |  |  |                     |  |  |  |
| |                                                         |  |  |  |  |  |  |  |  |  |  |  |                     |  |  |  |
| | 31. Елена Павловна Бибикова                             |  |  |  |  |  |  |  |  |  |  |  |                     |  |  |  |
| |                                                         |  |  |  |  |  |  |  |  |  |  |  |                     |  |  |  |
| |                                                         |  |  |  |  |  |  |  |  |  |  |  |                     |  |  |  |

## Породица

### Супружник
| име          | слика | датум рођења  | датум смрти       |
| ------------ | ----- | ------------- | ----------------- |
| Кнегиња Олга |       | 11. јун 1903. | 16. октобар 1997. |

### Деца
| име                | слика | датум рођења     | датум смрти     | супружник                                        |
| ------------------ | ----- | ---------------- | --------------- | ------------------------------------------------ |
| Кнез Александар    |       | 13. август 1924. | 12. мај 2016.   | Кнегиња Марија; Кнегиња Барбара                  |
| Кнез Никола        |       | 29. јун 1928.    | 12. април 1954. | није био ожењен                                  |
| Кнегиња Јелисавета |       | 7. април 1936.   |                 | Хауард Оксенберг; Нил Балфур; Мануел Уљоа Елијас |

## Државна сахрана 6. октобра 2012.
Државна сахрана одржана 6. октобра. 2012 године у Цркви Светог Ђорђа на Опленцу где су били сахрањени посмртни остаци Кнеза Павла, Кнегиње Олге и Кнеза Николе, након што су били пренети из Лозане, Швајцарска.

### Присутни
- -Уједињено Краљевство: Његово Краљевско Височанство Принц Мајкл од Кента
- -Црна Гора:Његово Краљевско Височанство Принц Никола од Црне Горе
- -Грчка:Његово Краљевско Височанство Принц Николас од Грчке
- -Лихтенштајн:Његово Краљевско Височанство Принцеза Барбара од Лихтенштајна
- -Аустрија:Њихова Краљевско Височанство Гроф Ханс Веит Торинг и Надвојвотка Фердинанда од Аустрије
- -Србија:Томислав Николић (Председник),Ивица Дачић (Председник Владе Србије),Жарко Обрадовић (Министар Просвете),Братислав Петковић (Министар културе), Никола Селаковић (Министар Правде).

### Српска краљевска породица
Велики број чланова династије били су присутни сахрани:
- Александар II Карађорђевић
- Катарина Карађорђевић
- Петар А. Карађорђевић
- Филип Карађорђевић
- Александар А. Карађорђевић
- Јелисавета (Павлова) Карађорђевић
- Катарина Оксенберг
- Александар (Павлов) Карађорђевић
- Владимир Карађорђевић
- Линда Карађорђевић

## Титуле и признања
- 27. април 1893 - 15. јун 1903: Његово Светло Височанство кнез Павле Карађорђевић
- 15. јун 1903 - 1. децембар 1918: Његово Височанство кнез Павле Карађорђевић од Србије
- 1. децембар 1918 - 24. септембар 1976: Његово Краљевско Височанство кнез Павле Карађорђевић од Југославије

Почетком 1935. је унапређен у коњичког пуковника.
Улица у Земуну именована је по њему.

### Домаћа одликовања
- Орден Двоглавог Белог орла петог степена - Доделио његов стриц Петар I Карађорђевић 6. августа (24. јула) 1903.[31]
- Орден Карађорђеве звезде, Велики крст (Краљевина Југославија).
- Орден Белог орла, Велики крст (Краљевина Југославија).
- Орден Југословенске круне, Велики крст (Краљевина Југославија).
- Орден Светог Саве, Велики крст (Краљевина Југославија).

### Страна одликовања
- Орден Ђорђа I (Краљевина Грчка)
- Орден Слона (Краљевина Данска)
- Орден Пресвете Благовести (Краљевина Италија).
- Орден Светог Мауриција и Лазара (Краљевина Италија).
- Орден круне Италије (Краљевина Италија).
- Орден Карола Првог (Краљевина Румунија)
- Орден Легије части (Француска)
- Орден Подвезице (Уједињено Краљевство)
- Краљевски Викторијански орден (Уједињено Краљевство)

### Црквена одликовања
- Орден Златне мамузе (Света столица)

## Занимљивости
- Био је исте висине као његов отац Арсен и брат од стрица Александар I Карађорђевић,[32] а пошто је Александар био исте висине као Кемал Ататурк[33] Павле је био висок 1,74m.[34]
- Живео је са стрицем Петром Карађорђевићем у Женеви у тренутку када је он изабран за краља. Са његовом породицом је живео тамо од 1895. и развода његових родитеља, а дуже је био са њим и од његове деце која су углавном боравила у Русији.[24]
- Након што је са око 2 године прешао да живи код стрица, није никада посетио Русију и Санкт Петербург у коме се родио.[24]
- По свом сећању, његов брат од стрица Александар I Карађорђевић никако није желео да 1934. године преко Италије посети Француску. Када су њих двојица преко Црне Горе дошли у Котор чули су да је море немирно, а Александар је тешко подносио такве услове, тј "био је лош морнар", док је краљица Марија боловала од жучи. Павле им је препоручио да оду возом, што је краљ одбио пошто је мислио да све пруге до Француске воде преко Италије коју је он хтео да избегне. Павле му је на то рекао да може возом ићи преко Аустрије и Швајцарске, што је после извесног времена Александар и укапирао и испрва прихватио. Ујутру се он поново предомислио јер, када је рекао морнарима да ће ићи возом, они су се разочарали што неће добити француска одликовања. Као компромисно решење је он ишао бродом, а његова жена возом.[35] Испоставиће се да је убрзо по доласку брода у Марсељ на њега извршен атентат.
- Мислио је да Италија стоји иза атентата на краља Александра. То је споменуо у једном подужем писму из 1947. својој ташти.[36] У преписци са Костом Ст. Павловићем је споменуо да Француска није хтела да дозволи да се на судском процесу у Екс ан Провансу, започетом после Марсељског атентата, спомене Италија, а и да је Уједињено Краљевство вршило притисак на Југославију да не проузрукује ништа против ње.[24]
- Уочи нове 1973. године Татомир Будисављевић био је гост на Брионима, на позив Јованке Будисављевић Броз. Тито је тада испричао да је у току рата замало срео на Крфу кнеза Павла, који је исто тада био на Крфу. Тито је рекао за Павла да су могли бити и пријатељи, имали су исти циљ да сачувају Југославију, само то није Павлу пошло за руком, а њему, Титу, јесте. Позитивно се изразио и о старом краљу Петру и рекао како је то био један фини човек, прави, истински демократа. Прескочио је краља Александра, па је наставио да прича о Петру Другом, рекавши да је то страшно шта су Енглези с тим младим човеком учинили. То је био приватни разговор где Броз говори као човек, а не као политичар који мора да гледа партијску идеологију.[37]
- Његово власништво је била Вила Пратолино у Тоскани коју је наследио од свог деде по мајци.
- Трећи је Србин који је летео авионом, после његове браће од стрица Александра и Ђорђа, а други над Србијом после Ђорђа Карађорђевића.[1]
- Тврдио је да није био масон, иако су многи мислили да јесте.[38]